# Еми Геринг
Ема Јохана Хени „Еми“ Геринг (нем. Emma Johanna Henny "Emmy" Göring; 24. март 1893 — 8. јун 1973) била је немачка глумица и друга супруга врховног команданта Луфтвафеа Хермана Геринга. Служила је као хостеса Адолфа Хитлера на многим државним функцијама и тиме стекла право на титулу „Прве даме Трећег рајха“.

## Ранији живот
Рођена је као Ема Зонеман у Хамбургу, Немачка, 24. марта 1893. у породици богатог продавца. Након школовања, постала је глумица у Народном позоришту у Вајмару .
Дана 13. јануара 1916, Зонеман се удала за глумца Карла Костлина у Трсту , Италија . Након тога, била је позната као Еми Костлин. У својој аутобиографији, Геринг је рекла да су она и Костлин убрзо схватили да им више одговарају као пријатељи и да су се убрзо раздвојили. На крају су се развели 1926.

## Брак са Херманом Герингом
Дана 10. априла 1935. удала се за истакнутог нациста и шефа Луфтвафеа Хермана Геринга, чиме је постала Еми Геринг. То је такође био Герингов други брак; његова прва жена, Карин, умрла је у октобру 1931. Добила је нежељено чланство у Нацистичкој партији током Божића 1938.
Њихова ћерка, Еда, рођена је 2. јуна 1938. Пријављено је да је Еда добила име по грофици Еди Ћано, најстаријем детету Бенита Мусолинија. Тајм је известио: „Хер и Фрау Геринг су постали њени брзи пријатељи. Међутим, у својој аутобиографији, Геринг је рекла да је њена ћерка добила име по једном од њених пријатеља.
Херман Геринг је назвао своју сеоску кућу Царинхал по својој првој жени, док је своју ловачку кућу у Роминтену (сада Краснолесие ) – Реицхсјагерхоф  – назвао „Емихол“.

### "Прва дама Трећег рајха"
Еми Геринг је служила као Хитлерова домаћица на многим државним функцијама пре Другог светског рата. Ово и њена тврдња да је „Прва дама Трећег рајха“ изазвала је велики анимозитет између ње и Хитлерове будуће супруге, Еве Браун коју је мрзила и отворено презирала. Хитлер је последично издао љутита упутства Херману Герингу захтевајући да Еми третира Еву са више поштовања; један од исхода Еминог снисходљивог става према Еви био је да више није била позвана у Хитлерово баварско повлачење, Бергхоф. Што се тиче Еве Браун, она наводно никада није опростила Еми што је преузела улогу „Прве даме Рајха“.
Као супруга једног од најбогатијих и најмоћнијих људи у Европи, привукла је велику пажњу јавности, стално је фотографисана и уживала је у раскошном начину живота све до Другог светског рата. Њен муж је поседовао виле, имања и замкове у Аустрији, Немачкој и Пољској и била је главни корисник нацистичке конфискације уметности и богатства од Јевреја и других које је нацистички режим сматрао непријатељима. Њен муж је прославио рођење њихове ћерке наручивши 500 авиона да прелете Берлин (навео је да би прелетео 1.000 авиона као поздрав за сина).
Након завршетка рата, немачки суд за денацификацију ју је осудио да је нациста и осудио на годину дана затвора. Када је пуштена на слободу, одузето јој је 30 одсто имовине, а забрањено јој је са сцене пет година.

## Касније године и смрт
Неколико година након изласка из затвора, Еми Геринг је успела да обезбеди веома мали стан у згради у граду Минхену и ту је остала до краја живота. У последњим годинама живота патила је од ишијаса. Написала је аутобиографију "An der Seite meines Mannes" (1967), објављену на енглеском као Мој живот са Герингом 1972.
Еми Геринг је умрла у Минхену 8. јуна 1973. у 80. години. Сахрањена је у Минхену Валдфридхоф .

## Изабрана филмографија
- William Tell (1934 film)